# Martimporra
Martimporra és un poble de la parròquia asturiana de San Julián i la capital del concejo de Bimenes.
Es troba a 38 km d'Oviedo, la capital del Principat. Amb 18 habitants (INE 2007), es troba a uns 300 msnm.
Destaca a Martimporra sobre totes les edificacions el Palau de Martimporra, del segle xvii. Fou construït per desig de Juan de Valvidares i Cecilia Estrada, marquesos de Villapanes i pertanyé després al marquès de Casa Estrada. De planta quadrada i dos pisos d'altura, presenta dues torres als seus laterals i una capella dedicada a la Mare de Déu del Camí.
Altres edificis notables del llogaret són la Casa Consistorial (1966), la Casa Sindical o la Casa de Cultura.